# 大田県
大田県（だいでんけん）は中華人民共和国福建省に位置する省直轄の県であり、しばらくの間、三明市の代理管轄下に置かれている。

## 行政区画
下部に12鎮、6郷を管轄する。
- 鎮
  - 均渓鎮、石牌鎮、上京鎮、広平鎮、桃源鎮、太華鎮、建設鎮、奇韜鎮、華興鎮、呉山鎮、文江鎮、梅山鎮
- 郷
  - 屏山郷、済陽郷、武陵郷、謝洋郷、湖美郷、前坪郷

## 交通

### 鉄道
- 中国国家鉄路集団
  - 興泉線（中国語版）
    - 大田北駅

### 道路
- 高速道路
  - 泉南高速道路